# Fly (canción de Drew Seeley)
«Fly» es un sencillo del actor y cantautor canadiense Drew Seeley, lanzado en el 2012.

## Información
La canción fue compuesta por Drew Seeley. Seeley escribió la canción en honor para una chica perteneciente a Music is Medicine Foundation, una organización que apoya la investigación del cáncer pediátrico, que trabaja con las cualidades curativas de la música para los niños que están luchando contra el cáncer.

### Lista de canciones
| Descarga digital. |        |          |  |
| N.º               | Título | Duración |  |
| 1.                | «Fly»  | 4:18     |  |

## Video
Se lanzó un video oficial para el sencillo, donde se ve a Seeley componiendo la música y letra de la canción, y acudiendo a la fundación para dedicarle la canción a su fan Brooke Shockley. Fue dirigido por Marco Infante.